# Veselka (přítok Jizery)
Veselka je potok v okrese Mladá Boleslav ve Středočeském kraji, levostranný přítok řeky Jizery. Délka jeho toku činí 6,89 km. Plocha jeho povodí měří 11,67 km².

## Průběh toku
Za pramen potoka se považuje pramenná vodní nádrž ve vesnici Zásadka na západních svazích Příhrazské vrchoviny na hranici CHKO Český ráj. Po úvodním úseku v podzemí se vyvinuté koryto s tokem objevuje o cca 500 metrů dále v mělkém údolí a teče dlouho západním směrem. Na konci tohoto údolí, kdy potok vtéká do rovinaté, na chvíli zemědělské krajiny, napájí několik sádek a postupně dva rybníky (ten druhý v pořadí a větší je u osady Přestavlky). Před druhým rybníkem přijímá zleva přítok od Dobré Vody. Poté Veselka podtéká dálnici D10 a přibližuje se k Mnichovu Hradišti, kde přijímá přítok zprava. Veselka poté pomalu mění směr na převážně jižní, podtéká silnici II/268 a železniční trať 070 (u tratě zleva krátký přítok). Potom protéká Veselka po východním okraji průmyslové zóny přilehlé vsi Veselá. Za touto zónou potok zahýbá nevýrazným údolím zpět na západ. Před zatopenou pískovnou u Veselé se potok vlévá do náhonu Jizery, někdy zvaného Malá Jizera (odděluje se u jezu Haškov a sloužil bývalému mlýnu), a dál pod oficiálním názvem Veselka společný tok směřuje jihozápadním směrem k ústí do hlavního toku Jizery na jejím 52. říčním kilometru.